# United States Army Materiel Command
Army Materiel Command (förkortning: AMC) är ett huvudkommando i USA:s armé med ansvar för ackvirering och förvaltning av armémateriel. AMC bildades 1962 efter att arméministern godkände rekommendationerna i en utredning som rekommenderade en samlad organisation inom armén för materiel och logistik.
AMC driver verkstäder, arsenaler, ammunitionsfabriker och andra anläggningar, och vidmakthåller arméns förpositionerade materiel. Kommandot har även delegerats ansvar inom hela försvarsdepartementet (engelska: executive agent) för lagring av USA:s kemiska vapen, är expertinstans för alla frågor som rör konventionell ammunition samt ansvarar för förhandlingar och implementering av sådant armémateriel som säljs genom Foreign Military Sales till allierade och vänligt sinnade nationalstaters väpnade styrkor.

## Organisation
AMC leds av en fyrstjärnig general och har sitt högkvarter på Redstone Arsenal i Huntsville, Alabama och enheter tillhörande kommandot finns på 149 platser i hela världen, varav i 49 av USA:s delstater samt 50 länder. Den sammanlagda personalstyrkan uppgår till drygt 70 000 militärer och civilanställda. 
Högkvarteret låg mellan 2003 och 2011 vid Fort Belvoir i Virginia, mellan 1973 och 1973 i en byggnad i Alexandria och innan dess på mark som nu är en del av Ronald Reagan Washington National Airport.

### Underlydande organisationer

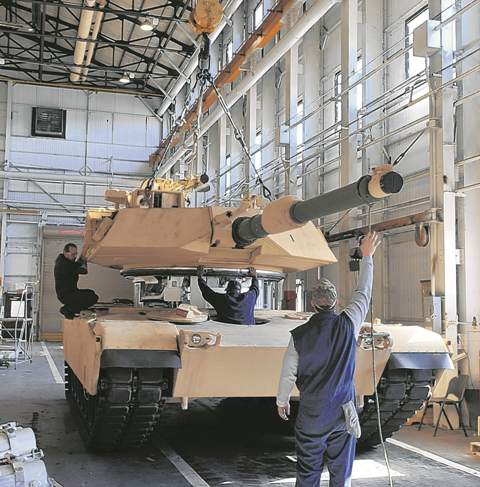
Reparation, tillverkning och underhåll av stridsvagnen M1 Abrams sker vid Anniston Army Depot i Alabama, som är en del av TACOM.

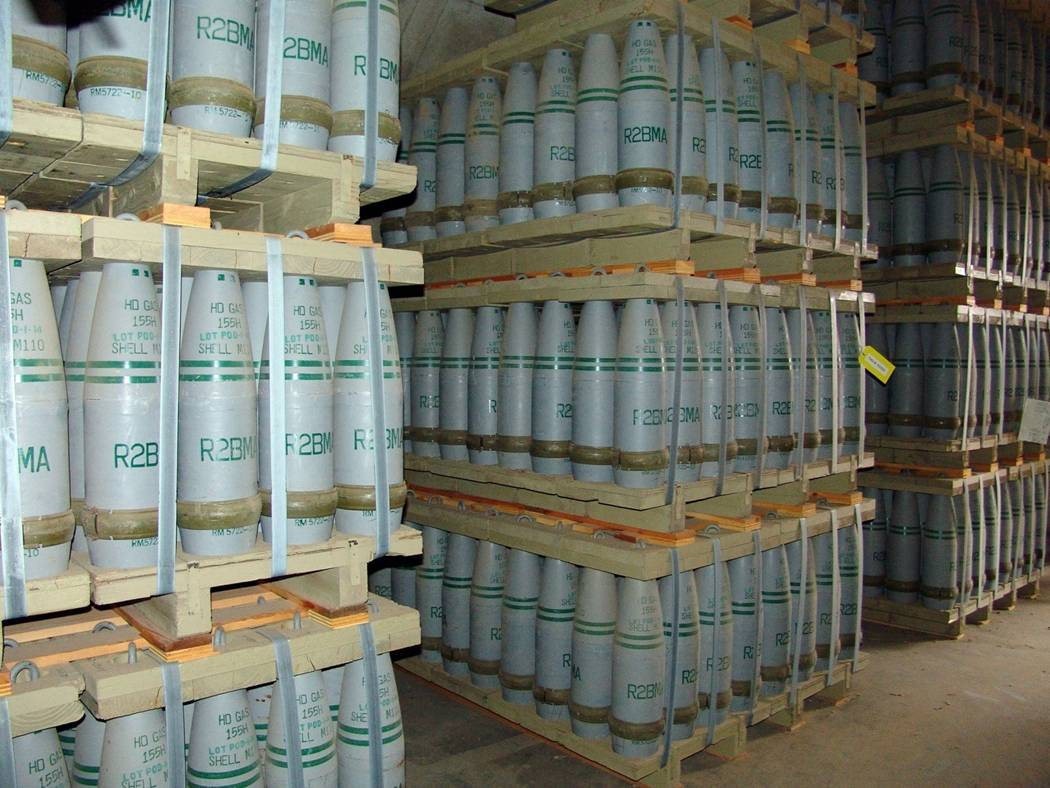
Artilleriprojektiler med senapsgas som förvaras vid Pueblo Army Depot i Colorado, en del av CMA.

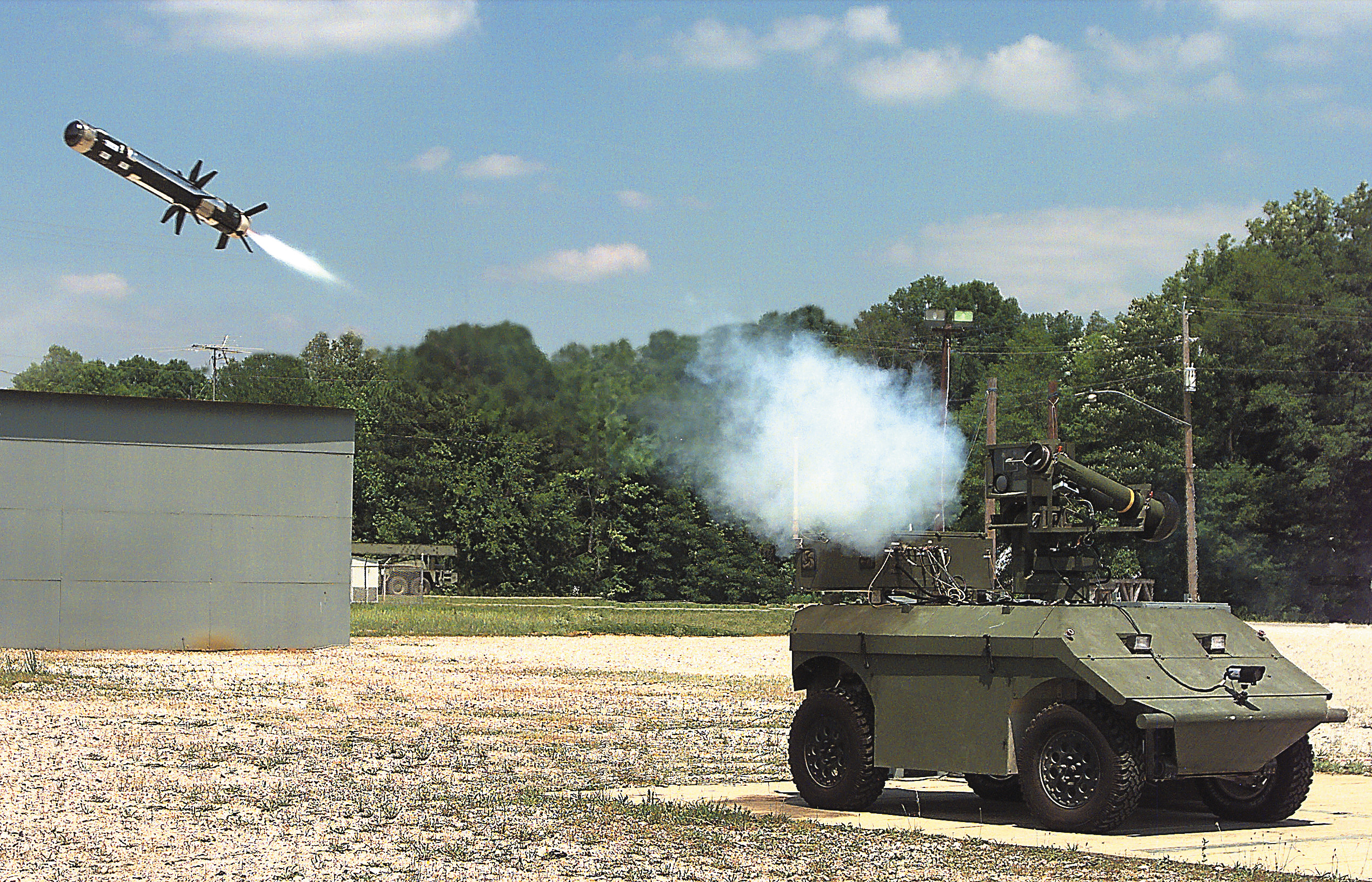
Obemannat fordon som avfyrar en pansarvärnsrobot av typ Javelin vid Redstone Technical Test Center.

| Heraldisk symbol | Namn                                                 | Förkortning | Basering                          | Funktion                                                           |
|                  | Army Aviation and Missile Command                    | AMCOM       | Redstone Arsenal, Alabama         | Utveckling, ackvirering och förvaltning av arméns flyg och robotar |
|                  | Army Contracting Command                             | ACC         | Redstone Arsenal, Alabama         | Kontraktstjänster                                                  |
|                  | Army Medical Logistics Command                       | AMLC        | Fort Detrick, Maryland            | Logistik av sjukvårdsvaror                                         |
|                  | Army Sustainment Command                             | ASC         | Rock Island Arsenal, Illinois     | Logistikstöd                                                       |
|                  | Chemical Materials Activity                          | CMA         | Aberdeen Proving Ground, Maryland | Förvaring och destruktion av kemiska vapen                         |
|                  | Communications-Electronics Command                   | CECOM       | Aberdeen Proving Ground, Maryland | Livscykelförvaltning av kommunikationsutrustning och elektronik    |
|                  | Joint Munitions Command                              | JMC         | Rock Island Arsenal, Illinois     | Tillverkning och förvaring av ammunition                           |
|                  | Military Surface Deployment and Distribution Command | SDDC        | Scott Air Force Base, Illinois    | Armékomponent till United States Transportation Command            |
|                  | Tank-automotive and Armaments Command                | TACOM       | Detroit Arsenal, Michigan         | Förvaltning och utveckling av stridsfordon                         |
|                  | United States Army Installation Management Command   | IMCOM       | Fort Sam Houston, Texas           | Förvaltning av arméns anläggningar                                 |
|                  | United States Army Security Assistance Command       | USASAC      | Redstone Arsenal, Alabama         | Foreign Military Sales av armémateriel                             |